# 野沢秀行
野沢 秀行（のざわ ひでゆき、1954年〈昭和29年〉10月19日 - ）は、日本の男性ミュージシャン。ロックバンドサザンオールスターズでパーカッションを担当。愛称は、毛ガニ、ケガちゃん、野沢“毛ガニ”秀行。
東京都出身、栃木県育ち。所属事務所はアミューズ。所属レコード会社はJVCケンウッド・ビクターエンタテインメント、所属レーベルはタイシタレーベル。佐野日本大学高等学校卒業。

## 人物
身長172 cm。

### 音楽性
桑田佳祐は「野沢の叩くコンガでありボンゴは、世界で誰にも真似ができない」「毛ガニの音は毛ガニにしか出せない」「パーカッションの重要性を、私はほとんど彼から教わった」と述べており、パーカッショニストとしての野沢へ厚い信頼を寄せている。
若いころは軽快にステップを踏みつつ演奏したかったため、靴底の薄いダンスシューズを履いていたが、今はクオリティーの高い演奏をすることに集中していて、踊ることは諦め、靴もクッション性の高いものに変わった。
パーカッションの演奏の他にも1982年1月のライブ『愛で金魚が救えるか? Paa Poo ツアー』では、「チャコの海岸物語」を歌う桑田の横で女装して踊り、1995年のライブビデオ「ホタル・カリフォルニア」収録の特典映像（先述の「赤鼻のトナカイ」の替え歌を交えたコント）ではトナカイの着ぐるみを着て登場、1996年の年越しライブ『牛』では、「平和の牛歌」でメンバーと離れて牛の着ぐるみを着て登場した。また、1999年の『歌舞伎町LIVE』で「ALLSTARS' JUNGO」が演奏された際には「オレは嘘つきは大嫌いだ!!毛ガニは準メンバーだって悪い噂がある」と叫び、2005年の『みんなが好きです!』ではモニターに天使の格好で現れたりと、サザンのムードメーカーとしてダンスやお笑い担当の役割でもライブを盛り上げている。
キューバやラテン諸国の音楽が好き。
将来的には再びソロ活動も行いたいことを示唆する発言をしており、「バンド全体では、そんなに目立たないパーカッションが前面に出ると、見る方にも気づくことがあると思うんです。何百種類もある打楽器の音色を聴いて『気持ちいいね』と言ってもらえればうれしい」と述べている。

### エピソード
サザンのムードメーカーである。また、サザンの最年長メンバーであり、サザンの最年長記録は野沢の年齢を基準に記録される。愛称は、毛ガニ。関口和之は「あまりにもその名前が強烈で、いい当てているために、毛ガニの本名をみんなが覚えたのは半年もあとのこと」と述べている。毛ガニの由来は「毛深いから」「時間にうるさく、メンバーの遅刻などを怒るとき顔が赤くなったから」など諸説ある。時には「ケガちゃん」または「野沢毛ガニ」とも呼ばれる。桑田のソロ作品に参加する際には「野沢"毛ガニ"秀行」名義でクレジットされた。サザン名義の作品や公式サイトでは野沢秀行の名を用いる。
サザンや桑田佳祐のMVではいくつか脇役として出演している。「BOHBO No.5」のMVでは、演奏者ではなく本楽曲のイメージキャラクター「BOHBOくん」として出演しており、最後の場面では花火となって空に打ち上げられている。桑田のソロシングル「波乗りジョニー」のMVにも登場し、海の家の客とCGで合成されたまさしく『毛ガニ』の一人二役で出演した。桑田が監督をつとめた映画『稲村ジェーン』のエンディングにも、ほんの一瞬ではあるが野沢の姿を確認することができる。
1977年にライブハウス・新宿ロフトに出入りする内に当時アルバイトをしていた大森隆志と面識ができた。同年、ヤマハ主催のバンドコンテスト『EastWest '77』にサザンの出場が決まった際、大森からの熱烈な勧誘があったが、野沢はセミプロであることを理由にあまり良い返事をしなかったという。野沢が参加しないままサザンはコンテストに出場しベストボーカリスト賞を受賞した。その後サザンのデビューが決まるころ、急にサザンのレコーディングスタジオに顔を出すようになり、その急激な態度の変化に当初メンバーは、難色を示したが、「パーカッションが入れば、リトル・フィートと同じ人数・バンド編成になる」という理由で最終的に容認し、デビュー直前のサザンに加入となった。その一方でメンバーから「毛ガニは音に対して非常にシビア」「“さすがプロのミュージシャンは違う”と思わずにはいられなかった」と評価されてもいた。
このような加入の経緯もあって、デビューから40年経った現在でも「正規メンバーとしては認めていない準メンバー」「デビュー直前にいつの間にかメンバーに入っていた」と度々ジョークとしてネタにされ、弄られることも多い。2018年のNHKホール公演『ちょっとエッチなラララのおじさん』では「40年間ずっと思っていたことがありました。このバンドにパーカッションっているかな？でもサザンを最後尾から支えていく覚悟の毛ガニです」と冗談交じりに述べている。このような弄られ方や自虐ネタが存在する一方で、桑田は野沢について「この人がいなかったらサザンは三年前に解散してたような気がする」「自分のできる範囲のことしか言わないし、背伸びするタイプじゃないけど、毛ガニがいてこそ人間関係が保てる」といった見解を示している。
ホラ吹きとして知られており、様々な機会を捉えてはメンバーからそのことをネタにされている。代表的なものとして「ディープ・パープル日本公演のときあまりの音圧で蚊が潰されて、そのレリーフが日本武道館にある」「アマゾン川には体長1メートルにもなる巨大なセミがおり、人を持ち上げて飛ぶ」「アルゼンチンに100メートルのナマズがいる」「琵琶湖に10メートルのミミズがいる」などがある。「ホラ吹き」「大袈裟」と言われているが、本人は嘘は一つもないと主張している。
3時間半のライブが終わると、体重が2キロ程度減る。
カラオケ屋に行くと、タンバリンやマラカスが大量に用意されていて（誰でもできると思われていて）プライドが少し傷つくという。パーカッションは太鼓持ちだと思っているので全然大丈夫とも述べている。
CTやMRIの音のマニアで、特にシーメンスのMRIが好き。温泉に詳しく、独自の温泉マップを作れるほどで、濃厚な泉質が好み。

## 来歴
中学の時は剣道部に所属。蒐集癖があり秋葉原の電気街に毎週のように行き、アンプの部品を集めたという。
高校のときは空手やハードロックバンドのボーカルをしていた。バンドで生計を立てようとした時に気軽に買ったコンガにより運命が変わった。コンガは簡単にできると思っていたが、実際に音は簡単に出るが、その後が難しく奥深さに魅了されたという。1975年 ~ 1977年にかけて南佳孝のバックバンド「マーブルヘッド・メッセンジャー」に在籍した。
1977年、デビュー直前のサザンオールスターズに加入した。

### メジャーデビュー後
1978年6月25日にビクター音楽産業より、サザンは「勝手にシンドバッド」で正式にメジャーデビューを果たした。
1986年にサザンが活動休止に伴い、美乃家セントラル・ステイションに参加していた六川正彦、COSA NOSTRAのメンバーとして知られる桜井鉄太郎と共にJapanese Electric Foundation（J.E.F.）を結成。アルバム『Japanese Electric Foundation』を東芝EMIから発売したが、制作期間中に椎間板ヘルニアを発症し入院した。以降自身の持病として悩まされることとなる。痛みが引いたのち医師の反対を押して退院したが再発。迷った末に手術を受けることを決断した。
手術を受け痛みもなくなり、退院後はゴルフなどの運動も行っていた。1988年にサザンは活動を再開。1989年からはレーシングチーム「Kegani-Racing」を結成しオーナー兼監督を務める。日下部保雄や小幡栄らが選手としてレースに参加した。以来休まず活動を行ったが、1996年春に椎間板ヘルニアが再発。7月にはデビュー以来初めてコンサートを欠席し、代役のミュージャンと共に演奏するサザンの姿を客席で観覧することになった。それまでは弱った様子を見せまいと見舞客やメンバー・ファンに対して「大丈夫」と虚勢を張っていたが、この再発以降は「不用意に『大丈夫』とは言わない。腰の状態は正直に伝えよう」と考えを改めた。
1996年末の年越しライブ『牛』で復帰し活動を再開。サザンの活動と並行してボーカルの桑田佳祐のソロ作品のレコーディングやミュージック・ビデオにも参加。2002年にはTBS系テレビドラマ『愛なんていらねえよ、夏』（2002年）に出演するなど精力的に活躍した。
サザンが25周年を迎えた2003年にも椎間板ヘルニアが再発。同時期からは治療チームを組むようになり、フォームや脈拍数を解体しながら、最も理想的な演奏法を研究していくようになる。また、これ以降アーティスト写真やMVなどの完全に参加した活動と、ライブやアルバム『キラーストリート』の収録曲のレコーディングなど一部しか参加しなかった活動が交互に存在する。
2008年にサザンの無期限活動休止が発表され、野沢に関しては「腰を含めた体調が本調子でないことから今年のサザンの活動には参加せずに、自分のペースで自身の音楽活動に関わっていくことになった」と発表され、音楽番組などへの出演は控えたが、アーティスト写真やMVには参加した。同年8月に行われた『真夏の大感謝祭 LIVE』には短時間ではあるが出演した。
無期限活動休止期間のことについては「病気と友達になる期間でした」と語っており、「『治そう』という気持ちを足枷にするのではなく、100%の完治が難しいなら共生しよう」という方針でヘルニアと向き合うようになった。2013年からはサザンが活動を再開。体調も「ベストな状態」になり、以降は音楽活動を欠席することは現時点でなくなっている。この時からヘルニアと向き合った経験を本にしたいという旨を冗談交じりで語っていたが、2016年12月7日にKADOKAWAから著書『腰痛に負けない体を無理せずつくる!! 毛ガニの腰伝説』を上梓、希望が現実のものとなった。
2019年12月にはサザンも含めて自身の楽曲全てがサブスクリプション型サービスでのストリーミング配信が解禁された。

## 作品

### アルバム
| 発売日       | タイトル                     | 形態 | 規格品番              | 収録曲 |
| ------------ | ---------------------------- | ---- | --------------------- | --- |
| 1986年4月5日 | Japanese Electric Foundation | CD   | TOCT-25343（東芝EMI） | 1. HEAR 2. OPEN MY EYES 3. DON'T YOU CARE 4. OPEN YOUR WINDOW 5. GREEN TAMBOURINE 6. LOVE AGENT 7. I CAN TELL WHEN CHRISTMAS IS NEAR 8. IF I LOVE YOU 9. RED CHAIR FADE AWAY 10. TURN TO STONES |

出典:

### 参加作品
| アーティスト名       | 発売日        | タイトル        | 形態 | 規格品番                                        | 順位 |
| -------------------- | ------------- | --------------- | ---- | ----------------------------------------------- | ---- |
| チーム・アミューズ!! | 2011年5月25日 | Let's try again | CD   | ASCM-6092（アミューズソフトエンタテインメント） | 2位  |

### 著書
- 腰痛に負けない体を無理せずつくる!! 毛ガニの腰伝説（2016年12月7日、KADOKAWA）[59] ISBN 4047317489

## 出演
※すべて個人での出演によるもの。

### テレビドラマ
| 放送年 | 番組名                 | 放送局     | 役名       |
| ------ | ---------------------- | ---------- | ---------- |
| 2002年 | 愛なんていらねえよ、夏 | TBS        | 永岡明良   |
| 2008年 | the波乗りレストラン    | 日本テレビ | ホームレス |

### 映画
| 公開年 | タイトル         | 役名       |
| ------ | ---------------- | ---------- |
| 1990年 | 稲村ジェーン     | 海浜組合員 |
| 1996年 | アトランタ・ブギ | ヨシ       |

### ラジオドラマ
| 放送年 | 番組名                           | 放送局                 | 役名   |
| ------ | -------------------------------- | ---------------------- | ------ |
| 2021年 | 稲村ジェーン2021～それぞれの夏～ | ニッポン放送・TOKYO FM | 警備員 |

### CM
| 出演年 | 企業名   | プロモーション商品 |
| ------ | -------- | ------------------ |
| 1982年 | 雪印乳業 | スライスチーズ     |

### MV
| 出演年 | 作品名         | アーティスト名 |
| ------ | -------------- | -------------- |
| 2001年 | 波乗りジョニー | 桑田佳祐       |